# 모비드 엔젤
모비드 엔젤(Morbid Angel)은 1984년 미국 플로리다주 탬파에서 결성된 데스 메탈 밴드이다. 1989년에 발표한 데뷔 앨범 Altars of Madness는 초기 데스 메탈의 선구자격 명반으로 꼽힌다. 이들은 초기에는 사탄주의, 오컬트, 반기독교 등에 대해 다루었으나, 이후에는 가사 주제가 고대 수메르 신들에 관한 것으로 변화했다.
이들은 원래 1991년 발매한 데모 앨범인 Abominations of Desolation을 1986년에 첫 정규 앨범으로 발매하려 했으나, 사정으로 인해 발매하지 않았고 결국 1989년의 Altars of Madness가 첫 정규 앨범이 되었다.

## 앨범 목록
모비드 엔젤은 정규 앨범과 라이브 앨범의 제목 첫 글자가 발매 순서대로 ABC순으로 되어 있다.

### 정규 앨범
- Altars of Madness (1989)
- Blessed Are the Sick (1991)
- Covenant (1993)
- Domination (1995)
- Formulas Fatal to the Flesh (1998)
- Gateways to Annihilation (2000)
- Heretic (2003)
- Illud Divinum Insanus (2011)
- Kingdoms Disdained (2017)

### 라이브 앨범
- Entangled in Chaos (1996)
- Juvenilia (2015)

### 데모 앨범
모비드 엔젤은 총 다섯 장의 데모 앨범이 있다.
- Abominations of Desolation (1991)

## 멤버

### 현 멤버
- 트레이 아자그소스(Trey Azagthoth) - 기타, 기타 신디사이저, 키보드, 배킹 보컬 (1983년-현재)
- 스티브 터커(Steve Tucker) - 보컬, 베이스 기타 (1997년-2001년, 2003년-2004년, 2015년-현재)
- 스콧 퓰러(Scott Fuller) - 드럼 (2017년-현재)
- 댄 바딤 본(Dan Vadim Von) - 기타 (2017년-현재)

### 전 멤버
- 마이크 브라우닝(Mike Browning) - 드럼, 퍼커션, 보컬 (1984년~1986년)
- 댈러스 워드(Dallas Ward) - 베이스 기타, 보컬 (1984년~1985년)
- 테리 사무엘스(Terri Samuels) - 보컬 (1984년)
- 리처드 브루넬(Richard Brunelle) - 기타 (1985년~1992년, 1994년, 1998년)
- 존 오르테가(John Ortega) - 베이스 기타 (1985년~1986년)
- 케니 밤버(Kenny Bamber) - 보컬 (1985년)
- 데이비드 빈센트(David Vincent) - 리드 보컬, 베이스 기타 (1986년~1996년, 2004년~2015년)
- 웨인 하첼(Wayne Hartsell) - 드럼 (1986년~1988년)
- 마이클 맨슨(Michael Manson) - 보컬 (1986년)
- 스털링 폰 스카보로(Sterling Von Scarborough) - 베이스 기타 (1986년)
- 피트 산도발(Pete Sandoval) - 드럼, 퍼커션 (1988년~2010년)
- 지노 마리노(Gino Marino) - 기타 (1992년~1993년)
- 에릭 루탄(Erik Rutan) - 기타, 키보드 (1993년~1996년, 1998년~2002년, 2006년)
- 자레드 앤더슨(Jared Anderson) - 보컬, 베이스 기타 (2001년~2002년)
- 토니 노먼(Tony Norman) - 기타 (2003년~2006년)
- 디스트럭토르(Destructhor) - 기타 (2008년~2015년)
- 팀 영(Tim Yeung) - 드럼 (2010년~2015년)